# Pivara Trebjesa
Pivara Trebjesa, en français la brasserie Trebjesa, est une brasserie monténégrine fondée en 1896. Appartenant à la société mère Molson Coors, son siège social se trouve à Nikšić.

## Histoire
La brasserie est créée par Vuko Jankov Krivokapić en 1896 à Nikšić, sous la bénédiction du prince Nikola. Elle porte alors le nom Onogošt, ancien nom de la ville de Nikšić. Les propriétaires, Vuko Jankov Krivokapić et son père Janko, faisant face à des difficultés financières, s'associent à trois entrepreneurs ; l'entreprise régissant la brasserie deviendra une société par actions en 1909. Pour couvrir la demande en croissance, de nouveaux locaux sont construits en 1908, cette fois-ci sous le nom Trebjesa, provenant du nom de l'un des parcs de la ville,.
La première reconnaissance internationale est décrochée en 1932 à Paris, avec une médaille d'or et une Golden Cross,.
La brasserie Trebjesa appartient depuis 2012 à la société mère Molson Coors par l'intermédiaire de sa branche Molson Coors Europe, via l'acquisition de StarBev par ce dernier,,.

## Bières
Parmi les bières brassées par la brasserie Trebjesa, on retrouve notamment la bière Nikšićko, bière nationale du Monténégro,. Également répandue en Serbie, elle est exportée dans une dizaine de pays. Elle est brassée à partir d'eau, de malt d'orge, de houblon et de levure.
Parmi les déclinaisons de la Nikšićko, on retrouve entre autres :
- Nikšićko (5 %)[7]
- Nikšićko Cool Limun (2 %)[7]
- Nikšićko Gold (5,2 %)[7]
- Nikšićko Cool Grejpfrut (2 %)[7]
- Nikšićko Tamno (6,2 %)[7]